# Commelina rogersii
Commelina rogersii là một loài thực vật có hoa trong họ Commelinaceae. Loài này được Burtt Davy mô tả khoa học đầu tiên năm 1938.